# ロベルト・ヘルマン・ショムブルク

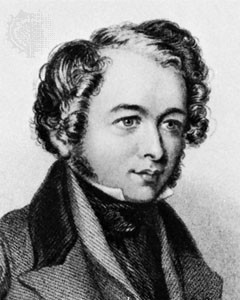
ロベルト・ヘルマン・ショムブルク

ロベルト・ヘルマン・ショムブルク（Robert Hermann Schomburgk 1804年6月5日 - 1865年3月11日）は、ドイツ生まれの探検家である。イギリスのために南アメリカや西インド諸島の地理学、民族学、植物学研究を行った。後年イギリスの外交官として、ドミニカ共和国、タイに赴いた。

## 生涯
現在のドイツ連邦ザクセン＝アンハルト州のフライブルク（de, 当時はザクセン選帝侯領、のちザクセン王国領を経てプロイセン王国領）に生まれた。父親はプロテスタントの牧師だった。叔父の家で植物学を学んだ。商人となり、1826年にアメリカに渡り、ボストンやフィラデルフィアで事務員として働いた。1828年にザクセン産の羊のヴァージニア州への導入に助言を求められ、しばらくヴァージニアに暮らした。同じ年にリッチモンドのタバコ会社の共同経営者となったが、工場の火事で破産した。さらにカリブ海のセントトーマス島でも火事で財産を失い、商売を諦めた。
1830年にヴァージン諸島のアネガダ島に渡り、自費で島を調査し、イギリスの王立地理学会に報告書を送ったことから、ガイアナの探検を任されることになった。1835年から4年間かけた探検旅行は大きな成果をあげ、1840年には王立地理学会から金メダル（パトロンズ・メダル）を受賞した。オオオニバス（Victoria regia）や新種のラン科の植物を発見した。1841年に再度、イギリス政府の依頼でガイアナを訪れ、植民地の調査を行い、国境線の策定のための調査を行った。ベネズエラとガイアナの境界はショムブルク線と呼ばれることになった。さらに地理的、民族学的な調査を行い、弟のモーリッツ・リヒャルト・ショムブルク（Moritz Richard Schomburgk）も調査に加わった。ガイアナとブラジル帝国の間の国境の調停のためにも働いた。1844年に兄弟はロンドンに戻り、報告書を書き、1845年にヴィクトリア女王からナイトに叙された。1846年にカリブ海のバルバドスの地理等をの著作を行い、著書『バルバドスの歴史』は1848年に西インド諸島の研究の叢書として出版された。
1848年のドミニカ共和国のイギリス領事に任命された。1850年に、イギリスに有利な通商条約を締結し、ドミニカとハイチの皇帝フォースタン1世との休戦を調停した。1851年に、王立地理学会誌に島の自然地理学の貴重な論文を寄稿した。1857年、彼はバンコク（シャム）の、イギリス総領事に任命された。タイでも地理的な調査を行った。
1859年王立協会フェロー選出。ヨーロッパ各国、アメリカ、アジアの学術団体の会員を務め、フランス、プロイセンからも受勲した。健康上の問題で、1864年に公務から引退し、1865年3月11日にシェーネベルクで死亡した。

## 著書
- Descriptions of British Guiana, geographical and statistical. London (1840)
- Views in the interior of Guiana. London (1840)
- Reisen in Guianan und am Orinoco während der Jahre 1835-1839. Nach seinen Berichten und Mitteilungen an die Geogr. Gesellschaft in London bearb. v. O. A. Schomburgk. Mit einem Vorwort v. Alexander von Humboldt und dessen Abhandlung über einige wichtige astronomische Positionen Guiana's. Leipzig (1841)
- History of Barbados. London (1847)
- The discoverie of Guiana by Sir W. Raleigh. London (1848)